# Шунки
Шунки́ (рос. Шунки) — присілок у складі Слободського району Кіровської області, Росія. Входить до складу Бобінського сільського поселення.
Населення становить 19 осіб (2010, 27 у 2002).
Національний склад станом на 2002 рік — росіяни 96 %.